# For Tomorrow (캠페인)
for Tomorrow 란, 글로벌 사회가 직면한 문제를 해결하기 위해 솔루션을 만들고 이를 현실화하는 캠페인이다.

## 상세
2020년 9월, 유엔개발계획(UN Development Programme)과 현대자동차의 업체 체결 및 2021년 5월, 첫 캠페인 for Tomorrow 및 솔루션을 공개했다. for Tomorrow는 크라우드소싱 방식의 캠페인이며, 첫 번째 주제는 UN의 17가지 '지속가능한 개발 목표' 중 1가지를 반영해 '포용적이고 안전하며 회복력 있는 지속가능한 도시 조성'으로 정했다. 영상을 통해 공개된 솔루션은 시안 셔윈, 소니카 만다르&티파니 통, 오나 안젤라 아마카가 제안했다.
홍보대사 및 영상 내레이션으로 배우 제시카 알바가 발탁됐다. 업계에서는 그동안 친환경 캠페인 및 사업을 적극적으로 펼쳤던 제시카 알바가 발탁되면서 그의 팬들에게도 긍정적 영향을 미쳐 환경 개선에 도움을 줄 것으로 보고 있다.
2022년, 포 투모로우 프로젝트의 주요 내용을 담은 다큐멘터리 영화 'for Tomorrow'가 최초 공개됐다. 영화는 기후 변화부터 지역 사회 문제까지 다양한 문제들을 해결하는 데 헌신하고 있는 5명의 지역 혁신가를 조명함으로써 '누구나 미래를 바꾸는 혁신가가 될 수 있다'라는 메시지를 담았다. 또한, 베트남 출신 독립 영화 감독 안 트란이 메가폰을 잡고 엘리어트 V. 코텍이 제작을 맡았다. 

## 솔루션

#### 태양광 가로등 (오나 안젤라 아마카)
낙후된 지역 주민들이 태양광 가로등을 스스로 설치할 수 있도록 지원하는 솔루션. 일몰 후에도 다양한 활동을 이어감으로써 지역 사회에 활기를 불어넣는다.

#### 그린 에너지 모빌리티 (소니카 만다르&티파니 통)
네팔의 노후화된 미니 전기 버스에 고효율 배터리를 적용할 수 있도록 지원하는 핀테크 플랫폼 솔루션. 많은 폐기물을 발생시키는 비효율적인 배터리에서 벗어나 환경적·경제적으로 지역 사회에 도움을 줄 수 있을 것으로 기대하고 있다.

#### 리얼 아이스 (시안 셔윈)
웨일즈의 일부 지역을 위해 북극의 얼음을 다시 얼릴 수 있도록 고안된 기술에 대한 솔루션. 현재, 뱅거 대학교와 함께 풍력을 이용해 녹아버린 빙판에서 물을 퍼올려 북극의 얼음을 다시 얼릴 수 있는 '리얼 아이스' 기계를 개발해 테스트를 진행 중이다.

#### 폐기물을 활용한 비누와 세제 (찐티홍)
폐기물을 활용해 비누와 세제를 만드는 솔루션. 이 솔루션은 폐기물 처리뿐만 아니라 지역 사회의 여성을 위한 일자리까지 만들어 내는 효과가 있다. 

#### 태양광 자동차 (엠마뉴엘 알리우 만사래이)
쓰레기 매립장에 버려진 고철 등의 부품을 활용한 솔루션. 다른 솔루션 제안자들과 현대자동차 전자소자연구팀 연구원들이 솔루션을 고도화하였다. 

#### 장애인 대상 애플리케이션 (자밀라 마마들리)
지하철 내 휠체어 이용이 법적으로 금지되었던 아제르바이잔의 수도 바쿠에서 장애인 대상 접근성을 높이는 솔루션. 

#### 태양광 가방 & 관개 농업 커뮤니티 (차루 몽가)
아이들의 안전한 하굣길을 위한 태양광 가방과 페루 안데스의 농수 보존을 위한 관개 농업 커뮤니티 등 지속 가능한 사회를 위한 솔루션. 

## 같이 보기
- UNDP
- 크라우드소싱
- 태양광
- 그린 에너지
- 핀테크
- 제로원(ZER01NE)